# Jean-François Vilar
Jean-François Vilar (París, 14 de marzo de 1947-ib., 16 de noviembre de 2014) fue un escritor francés, autor de novelas negras donde mezclaba temas como la ciudad secreta, la fotografía, el arte y la literatura (sobre todo el surrealismo) y la historia de las revoluciones (1789, 1917, 1968).

## Biografía
Tras una infancia parisina, estudia Filosofía y Derecho. Participa en la revuelta de Mayo 68. Militante trotskista, se convierte en 1972 en responsable nacional de los Comités de defensa de los soldados bachiller (Comités de défense des appelés), coordinados por un aparato clandestino de la Ligue communiste - convertida en LCR (Liga comunista revolucionaria) en septiembre de 1973. De 1976 a 1981, es periodista en el semanario Rouge, donde trabaja junto a Daniel Bensaïd.
En 1981, dimite de Rouge y de la LCR. Al paro, se propone escribir una novela negra (declara : « nunca me gustó la literatura policiaca, lo que me interesa es la literatura delincuente »), cuando, en agosto de 1981, ve el anuncio para un concurso en Télérama. Escribe C'est toujours les autres qui meurent que obtiene el "Grand prix du roman noir Télérama" en febrero de 1982. Esa novela es la primera aventura de su personaje recurrente, Victor Blainville, mitad periodista, mitad fotógrafo, que aparece en seis novelas y algunos cuentos publicados entre 1982 y 1993.
Jean-François Vilar afirma estar bajo la influencia de tres figuras : León Trotski, Dashiell Hammett y Marcel Duchamp. Tanto el nombre de su héroe (Blainville) como el título de su primera novela ("Siempre son los demás los que se mueren") hacen referencia a Duchamp.
A finales de 1986 se convierte en presidente de la efímera asociación 813, pero en octubre de 1987 dimite para protestar contra el hecho que el entorno del polar francés tolera en el festival de Grenoble la presencia de A.D.G., autor comprometido con la extrema derecha.
Sus dos últimas novelas, Les Exagérés y Nous cheminons entourés de fantômes aux fronts troués, son publicados respectivamente en 1989 y 1993 en la editorial Le Seuil, en la colección Fiction & Cie dirigida por Denis Roche. Según Claude Mesplède, « es con Nous cheminons entourés de fantômes aux fronts troués que Vilar alcanza la cima de su arte. Dos intrigas entran en juego : una visión del año 1989 con Blainville participando en la democratización de Checoslovaquia y un relato que transcurre en 1939 : la lucha de los trotskistas para sobrevivir en París amenazados por la policía francesa, los otros movimientos políticos y los sicarios de Stalin ».
Publica dos pequeños libros en 1997 antes de desaparecer del paisaje literario. Sale de su silencio en septiembre de 2012 para escribir un texto en Médiapart sobre el asunto Richard Millet.
Fallece de un cáncer de pulmón en noviembre de 2014.

## Obra

### Novelas
- C'est toujours les autres qui meurent, Fayard noir, 01/1982 ; rééditions, J'ai lu n°1979, 1986 ; Babel noir poche n°266, 1997
- Passage des singes, Presses de la renaissance, 12/1983 ; réédition, J'ai lu n°1824, 1985
- État d'urgence, Presses de la renaissance, 01/1985 ; réédition, J'ai lu n°2163, 1987
- Bastille tango, Presses de la renaissance, 12/1986 ; rééditions J'ai lu n°2517, 1988 ; Babel noir poche n°318, 1998 ; Babel noir n°95, 2103
- Djemila, Calmann-Levy, coll. SOS Racisme, 03/1988 ; réédition, Pocket n°3130, 1989 ; Folio policier n°630, 2011
- Les Exagérés, Seuil, Fictions & Cie, 02/1989 ; réédition, Seuil, Points roman n°409, 1990
- Nous cheminons entourés de fantômes aux fronts troués, Seuil, Fictions & Cie, marzo de 1993

### Cuentos
- Paris la nuit, dans Le Piéton de Paris, 1982
- Cherie's Requiem, dans Contreciel n°2, 1984
- En rade, dans Après la plage n°1, 1985
- La Tache de vin, publiée dans le coffret Café Noctune, éditions Harpo, 1984 ; reprise La Crème du crime, anthologie de la nouvelle noire et policière française, éditions de L'Atalante, 1995
- De parfaits petits crimes (avec des illustrations d'Edmond Baudoin), BD Futuropolis, 11/1986
- Écran blanc, Nuits noires, dans Mystères 86, Le Livre de poche n°6166, 1986
- Le Dernier des Apaches, dans Rue de Lappe, Eden, 1988
- Terminus, dans La Vie du rail n°2154, 1988
- La Grande Ronde du Père Duchesne rue Saint-Antoine, Épigramme, 1989
- Le Réveil du Golem, dans La vie est un roman, Denoël, 1991
- La Fille du calvaire, éditions de la Voute, Métro-police, enero de 1997
- Les Fous de Chaillot, Baleine, Tourisme et Polar, 1997

### Relatos para niños
- Les Hiboux de Paris, Nathan jeunesse, coll. Arc en poche, número 128, 01/1989
- La Doublure, Nathan jeunesse, coll. Arc en poche número 632, 05/1990

### Otras obras
- Paris la nuit (photos de Michel Saloff), ACE, coll. Le piéton de Paris, 10/1982
- La Grande Ronde du Père Duchesne rue Saint-Antoine, Epigramme, 1989
- Sherlock Holmes et les ombres (photos de Christian Louis), Éditions du Collectionneur, 1992
- Les Fous de Chaillot, Baleine, Tourisme et polar, 08/1997

### Documental video
- Jean-François Vilar, 95 % de réel, film de Pierre-André Sauvageot, 1997